# Johana Arrieta
Johana Patricia Arrieta Madera (* 2. September 1998 in Montería) ist eine kolumbianische Mittelstreckenläuferin, die sich auf den 800-Meter-Lauf spezialisiert hat.

## Sportliche Laufbahn
Erstmals bei einer internationalen Meisterschaft, trat Johana Arrieta bei den Jugendsüdamerikameisterschaften 2014 in Cali an, bei denen sie in 2:10,64 min Gold über 800 Meter gewinnen konnte, wie auch bei den Panamerikanischen Jugendmeisterschaften 2015 in 2:11,08 min. Anschließend belegte sie bei den Jugendweltmeisterschaften in Cali in 2:08,44 min den siebten Platz. 2016 gelangte sie bei den Juniorenweltmeisterschaften in Bydgoszcz in das Halbfinale und schied dort mit 2:07,18 min aus. 2017 belegte sie mit der kolumbianischen 4-mal-400-Meter-Staffel Platz drei im B-Finale der IAAF World Relays 2017 auf den Bahamas. Bei den U20-Südamerikameisterschaften in Leonora siegte sie in 2:10,41 min über 800 Meter und gewann mit der Staffel in 3:52,14 min Silber. Wenig später wurde sie Südamerikameisterin bei den Meisterschaften in Luque in 2:06,36 min. Bei den Panamerikanischen-Juniorenmeisterschaften im peruanischen Trujillo wurde sie sowohl über 800 Meter als auch mit der Staffel Vierte. Bei den Weltmeisterschaften in London schied sie hingegen mit 2:07,36 min bereits in der Vorrunde aus. Im November gewann sie bei den Juegos Bolivarianos in Santa Marta mit 2:04,61 min die Bronzemedaille über 800 Meter hinter ihrer Landsfrau Rosangélica Escobar und Andrea Calderón aus Ecuador und sicherte sich in 3:38,49 min die Silbermedaille mit der kolumbianischen 4-mal-400-Meter-Staffel hinter dem Team aus Chile. 2018 belegte sie bei den Südamerikaspielen in Cochabamba in 2:17,51 min den vierten Platz und siegte im September bei den U23-Südamerikameisterschaften in Cuenca in 2:09,65 min über 800 sowie in 3:35,50 min auch im Staffelbewerb.
2019 gewann sie bei den Südamerikameisterschaften in Lima in 2:05,91 min die Bronzemedaille über 800 m hinter der Uruguayerin Déborah Rodríguez und Andrea Calderón aus Ecuador. Zudem klassierte sie sich mit 4:31,50 min auf dem sechsten Platz im 1500-Meter-Lauf. Anschließend startete sie über 800 m bei den Panamerikanischen Spielen ebendort und verpasste dort mit 2:06,00 min den Finaleinzug.
2016 wurde Arrieta kolumbianische Meisterin mit der 4-mal-400-Meter-Staffel sowie 2017 im 800-Meter-Lauf.

## Persönliche Bestleistungen
- 400 Meter: 56,67 s, 13. Mai 2015 in Medellín
- 800 Meter: 2:04,49 min, 5. Mai 2019 in Lima
- 1500 Meter: 4:23,34 min, 4. Mai 2019 im Lima